# Дуб Румскулла
Румску́лла или Квилла (швед. Rumskullaeken, Kvilleken) — знаменитое дерево, экземпляр дуба черешчатого (Quercus robur), произрастающее недалеко от шведского национального парка Норра-Квилль в городе Кальмар, провинция Смоланд, Швеция. Является самым большим в обхвате (13 м) дубом этого вида в Европе. Возраст составляет около 1000 лет. Впервые описан в 1772 году.
В 2008 году признан объектом национального наследия и поставлен под охрану.

## История
Дереву более 1000 лет. Впервые оно описано биологом Магнусом Габриэлем Краелиусом в 1772 году в его труде Försök till ett landskaps beskrivning («Очерк описании местности»).
Высота дуба составляет 14 метров, окружность ствола — около 13 метров, а объём — около 60 м³, что делает его одним из самых больших деревьев в Швеции.
По данным администрации муниципалитета Экшё, это самое старое дерево в Скандинавии и самое большое по окружности.
Ствол дерева был стянут железной лентой, предположительно установленной в XIX веке. Часть ленты пришлось заменить после того, как в 2005 году неизвестный разрубил её, заявив о желании «освободить» дерево. В 2013 году в качестве новых мер безопасности были установлены проволочные ограждения. Чуть выше [железной ленты] расположена стягивающая цепь, предотвращающая расщепление ствола; в настоящее время ствол дерева полностью полый. С 1998 года восхождение на дерево запрещено: вокруг него установлена ограда, а приближение ближе 5 метров не допускается. В 2018 сообщалось, что ствол пострадал от огнёвки (лат. Pyralidae) или мучнистой росы. В 2024 году на одной из ветвей умирающего дуба ещё сохранились листья.
Дупло дерева, где снимались эротические сцены для шведского фильма «Я любопытна — фильм в жёлтом» (1967, реж. Вильгот Шёман), сегодня представляет собой «культовый, но физически угасший объект». Фильм вызвал споры при выходе на экраны и был запрещён в штате Массачусетс. Дело о его запрете дошло до Верховного суда США, который в итоге признал фильм непристойным.

## Природный заповедник
Дуб Румскулла имеет статус национального природного объекта, охраняемого Шведским советом по национальному наследию. В 2008 году для его защиты был создан природный заповедник Квилл (швед. Kvills naturreservat) — первый заповедник на территории коммуны. Его площадь составляет 29,4 гектара. Цель создания — сохранение традиционного открытого ландшафта с вековыми дубами и другими лиственными деревьями, контрастирующего с окружающими сосновыми лесами. Посещение заповедника доступно в том числе для людей с ограниченными возможностями и с животными.

## Галерея

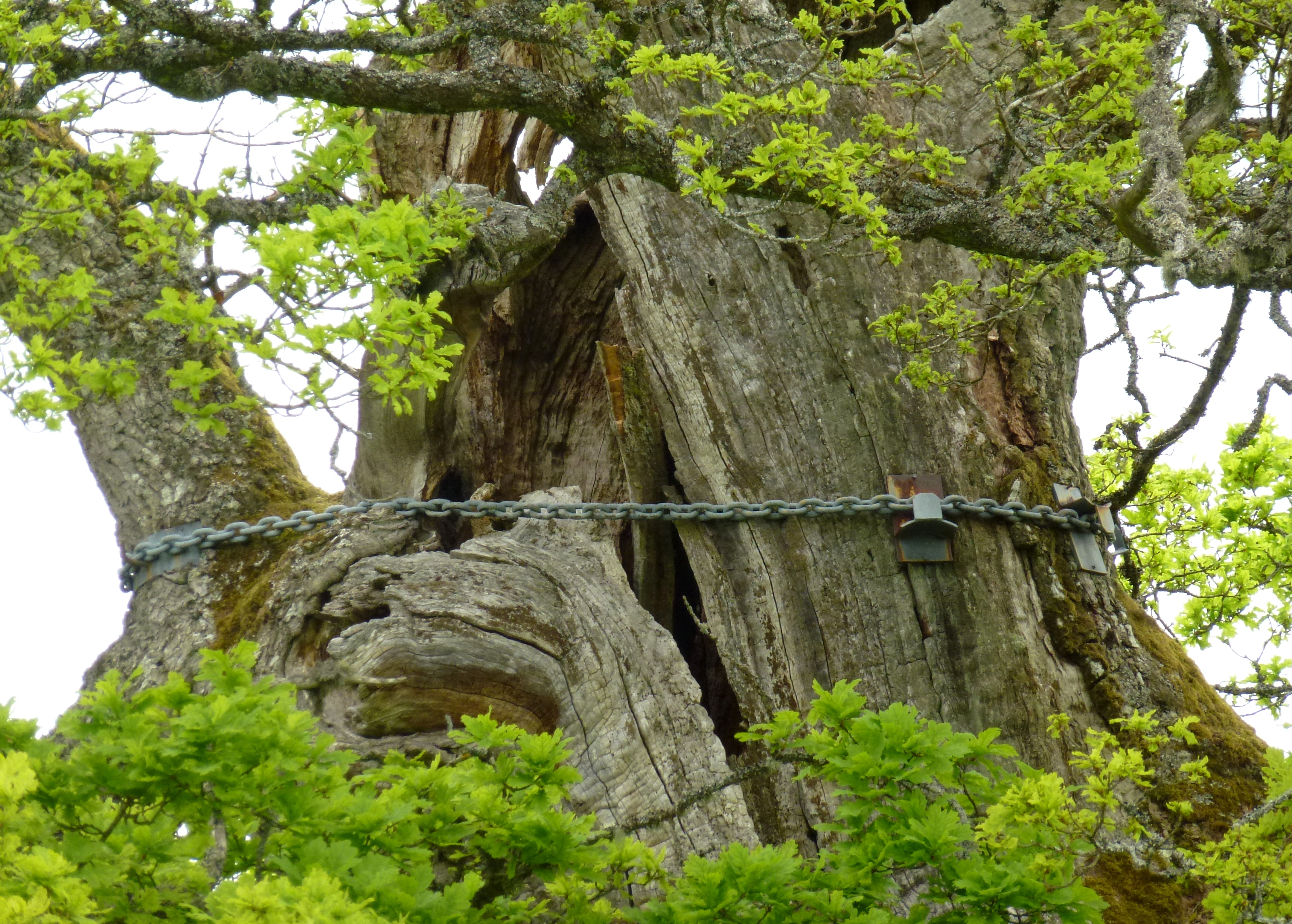
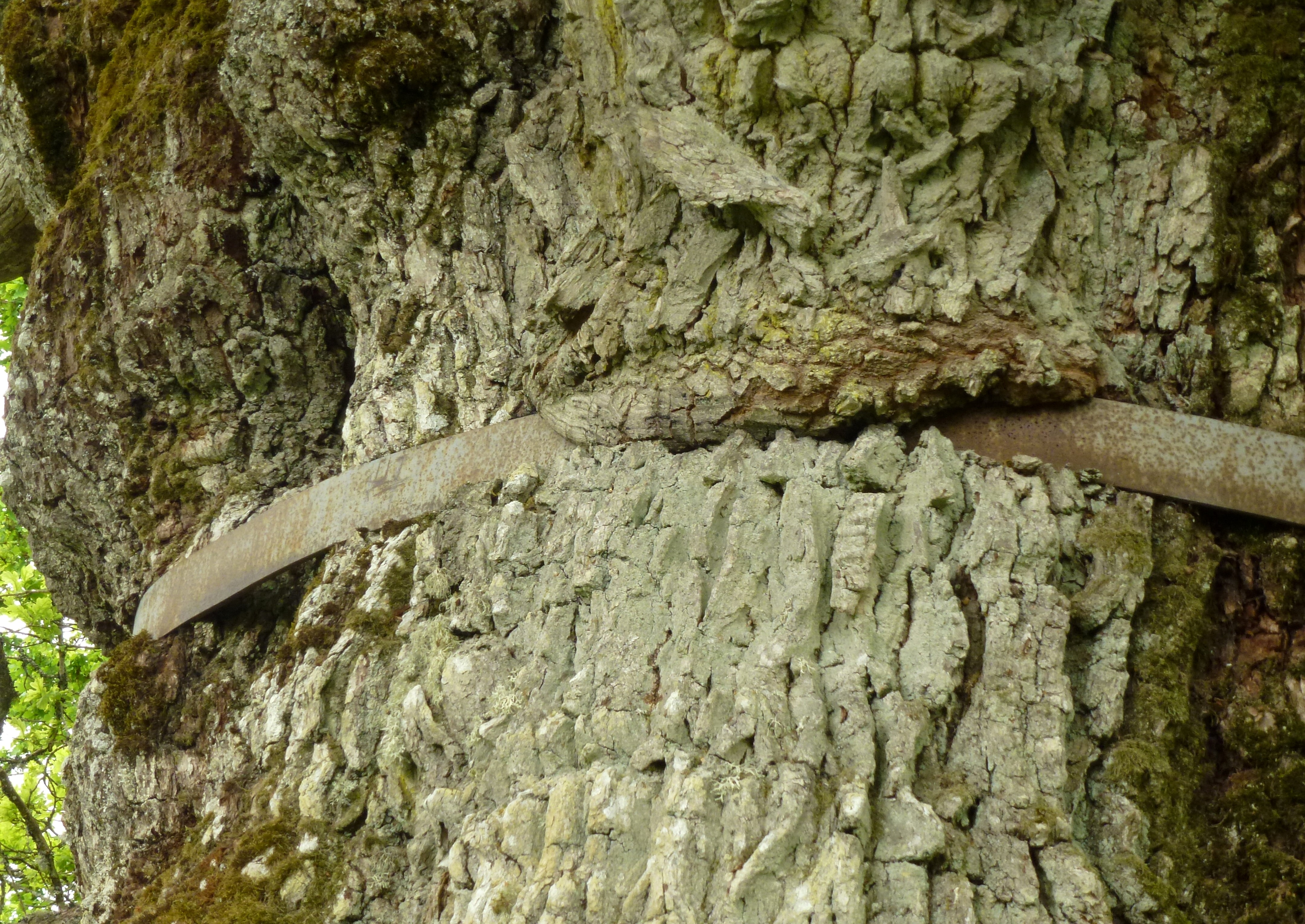
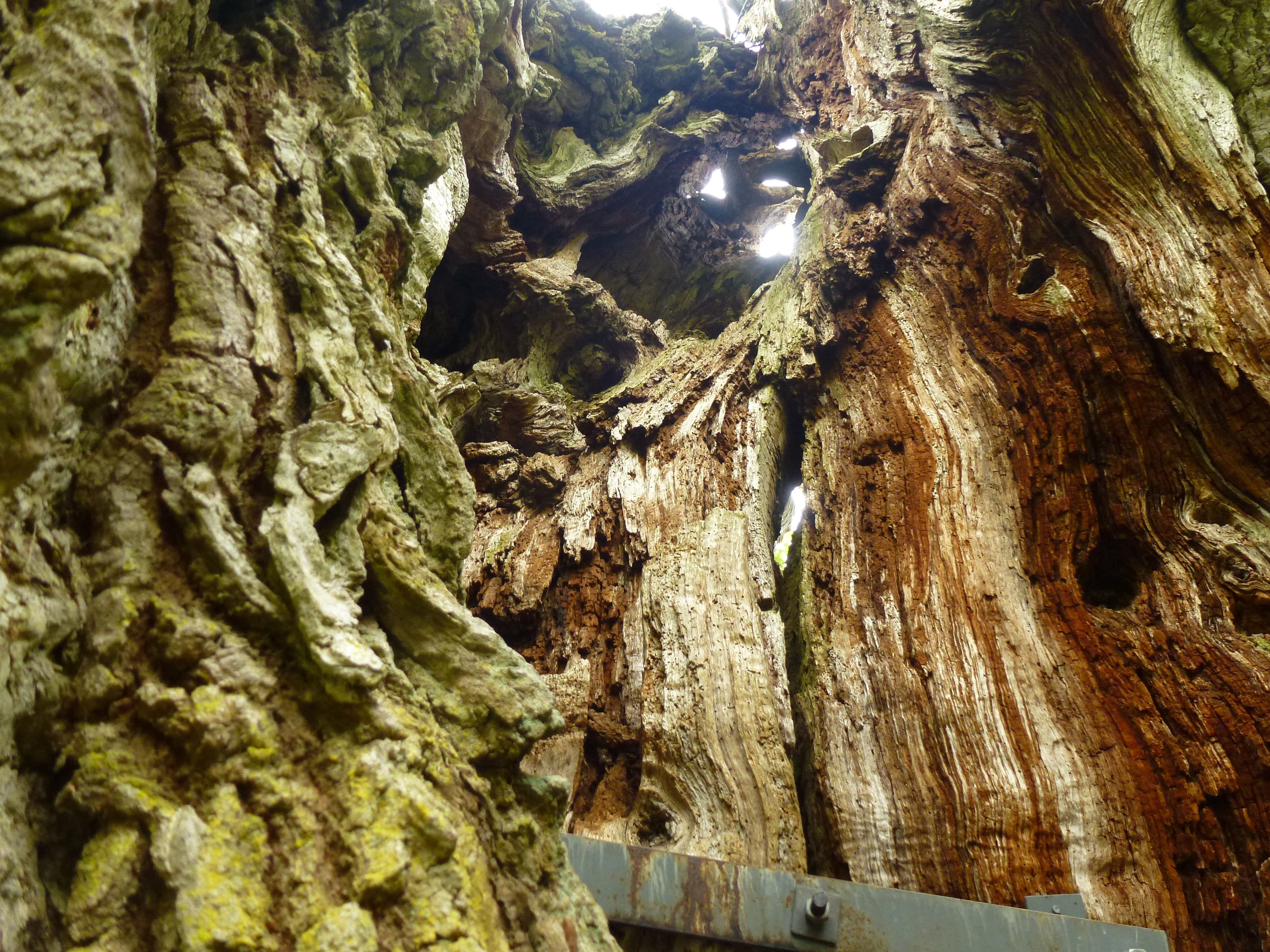
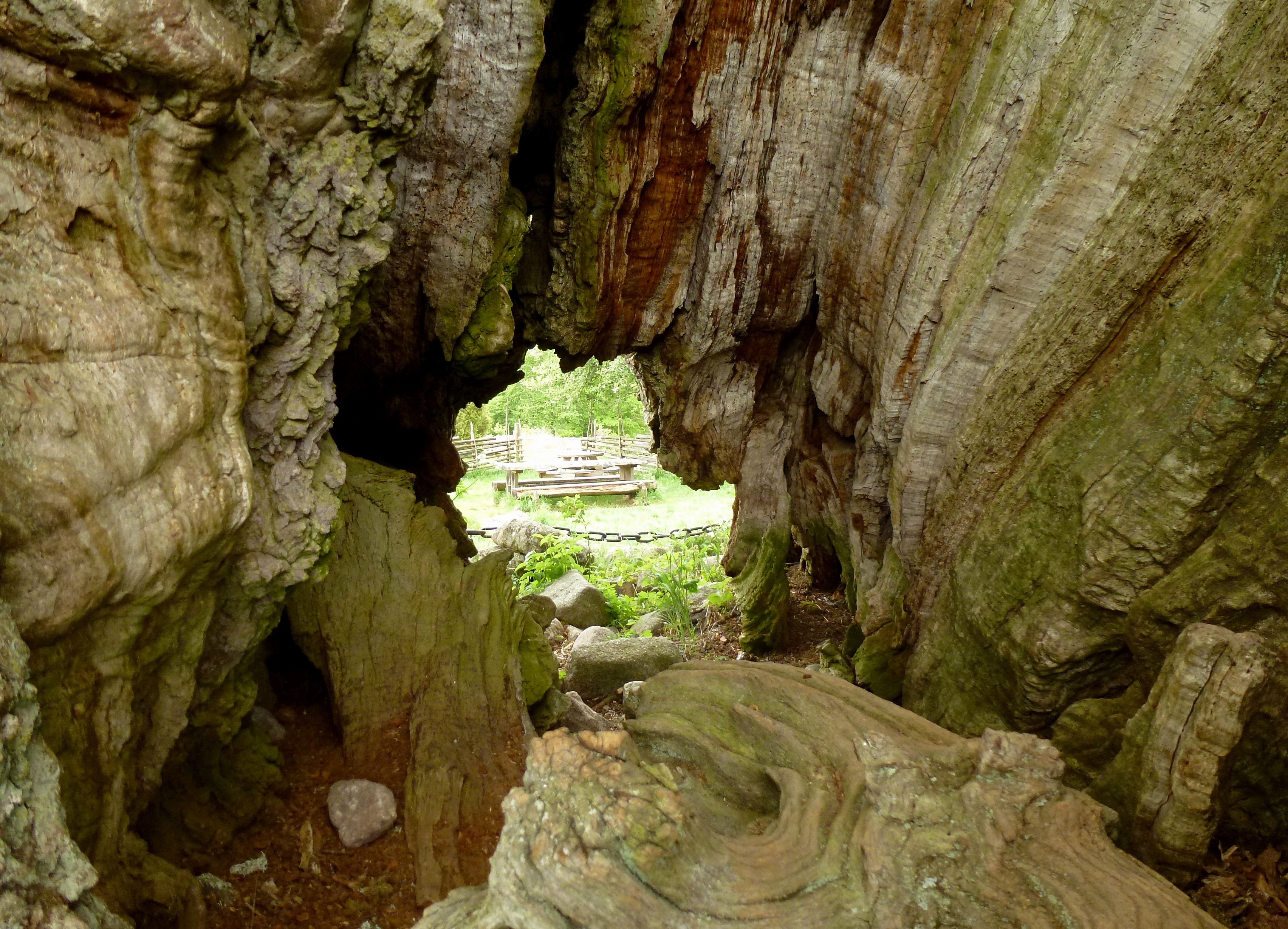
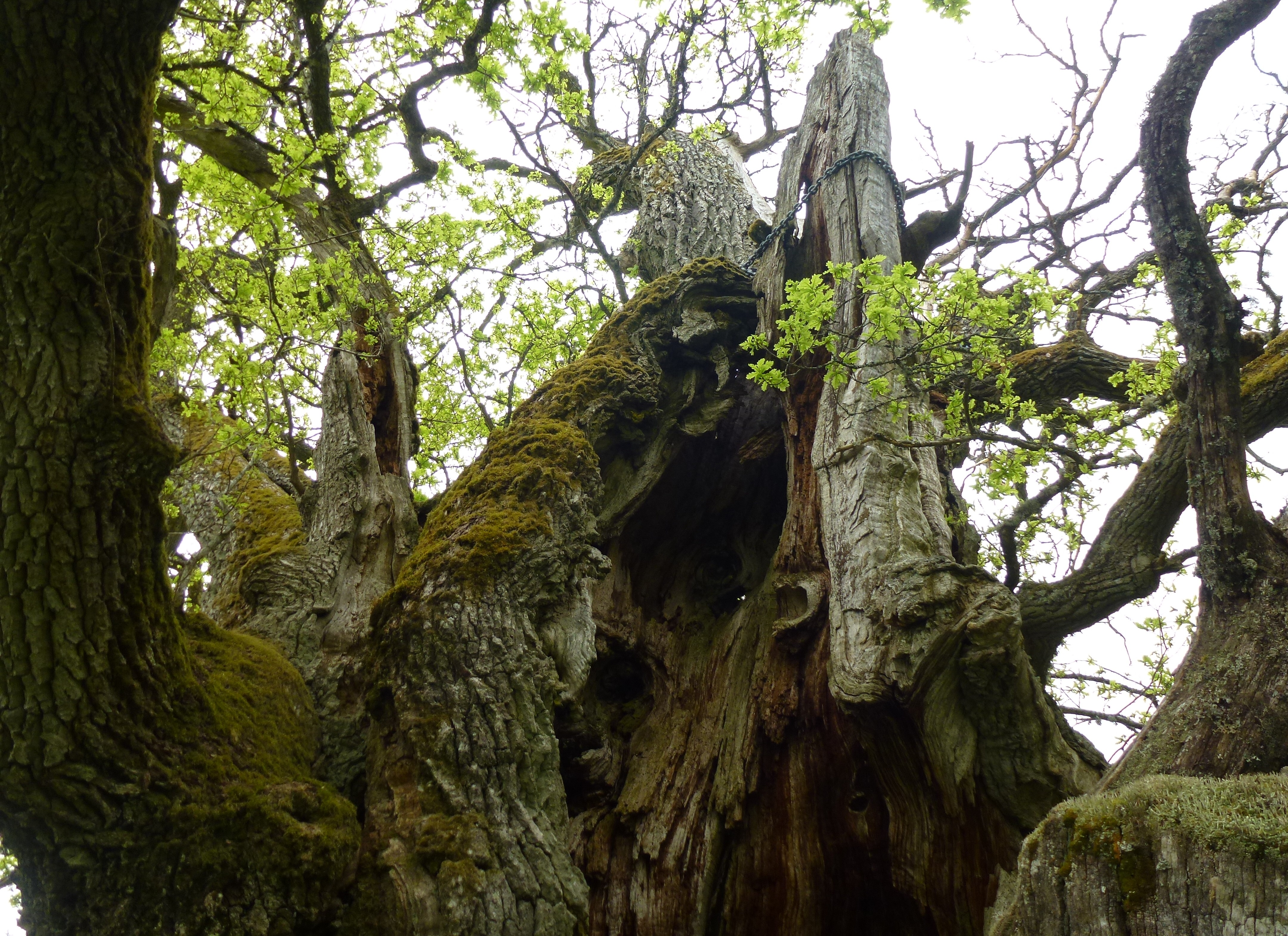